# Je fais c'que j'veux
Albums de Pierpoljak
Plus de cœur égal soleil
(2000) Stim turban
(2003)
Discographie de Pierpoljak
Kingston Karma
(1998) Tuff Gong Blues
(2000)
Discographie de Pekah Machine
Plus de cœur égal soleil
(2000)
Je fais c'que j'veux est le cinquième album de Pierpoljak sorti en 2000 chez Barclay.
Les singles Dépareillé, Maman et Ils ne m'auront jamais sont notamment tirés de cet album.
Dépareillé est basé sur le riddim Fade Away de Junior Byles, et Un hiver au soleil sur le riddim Stiff Necked Fools de Bob Marley & The Wailers[réf. nécessaire]. Monsieur le gros gras grand est une adaptation du titre Healing Of The Nation de Jacob Miller[réf. nécessaire].
Il a remporté la récompense de l'album Rap, Reggae, groove lors de la 16e cérémonie des Victoires de la musique.

## Titre
1. Dépareillé
2. Levez-vous
3. Maman
4. Un hiver au soleil
5. Elle
6. Tout là-haut
7. Né dans les rues de Paris
8. Je fais c'que j'veux
9. Monsieur le gros gras grand
10. Crânes du mitan
11. Pareil ici là-bas
12. Ils ne m'auront jamais
13. Lingwa
14. Woa

## Classements

### Classements hebdomadaire
| Classement (2000)            | Meilleure position |
| ---------------------------- | ------------------ |
| Belgique (Wallonie Ultratop) | 43                 |
| France (SNEP)                | 28                 |